# Associazione Calcio Montichiari 2010-2011
Questa voce raccoglie le informazioni riguardanti l'Associazione Calcio Montichiari nelle competizioni ufficiali della stagione 2010-2011.